# Gare d'Ōiso
La gare d'Ōiso (大磯駅, Ōiso-eki) est une gare ferroviaire située dans le bourg d'Ōiso, dans la préfecture de Kanagawa au Japon. Elle est exploitée par la JR East.

## Situation ferroviaire
La gare d'Ōiso est située au point kilométrique (PK) 67,8 de la ligne principale Tōkaidō.

## Histoire
La gare a été inaugurée le 11 juillet 1887.

## Service des voyageurs

### Accueil
La gare dispose d'un bâtiment voyageurs, avec guichet, ouvert tous les jours.

### Desserte
- Ligne principale Tōkaidō :

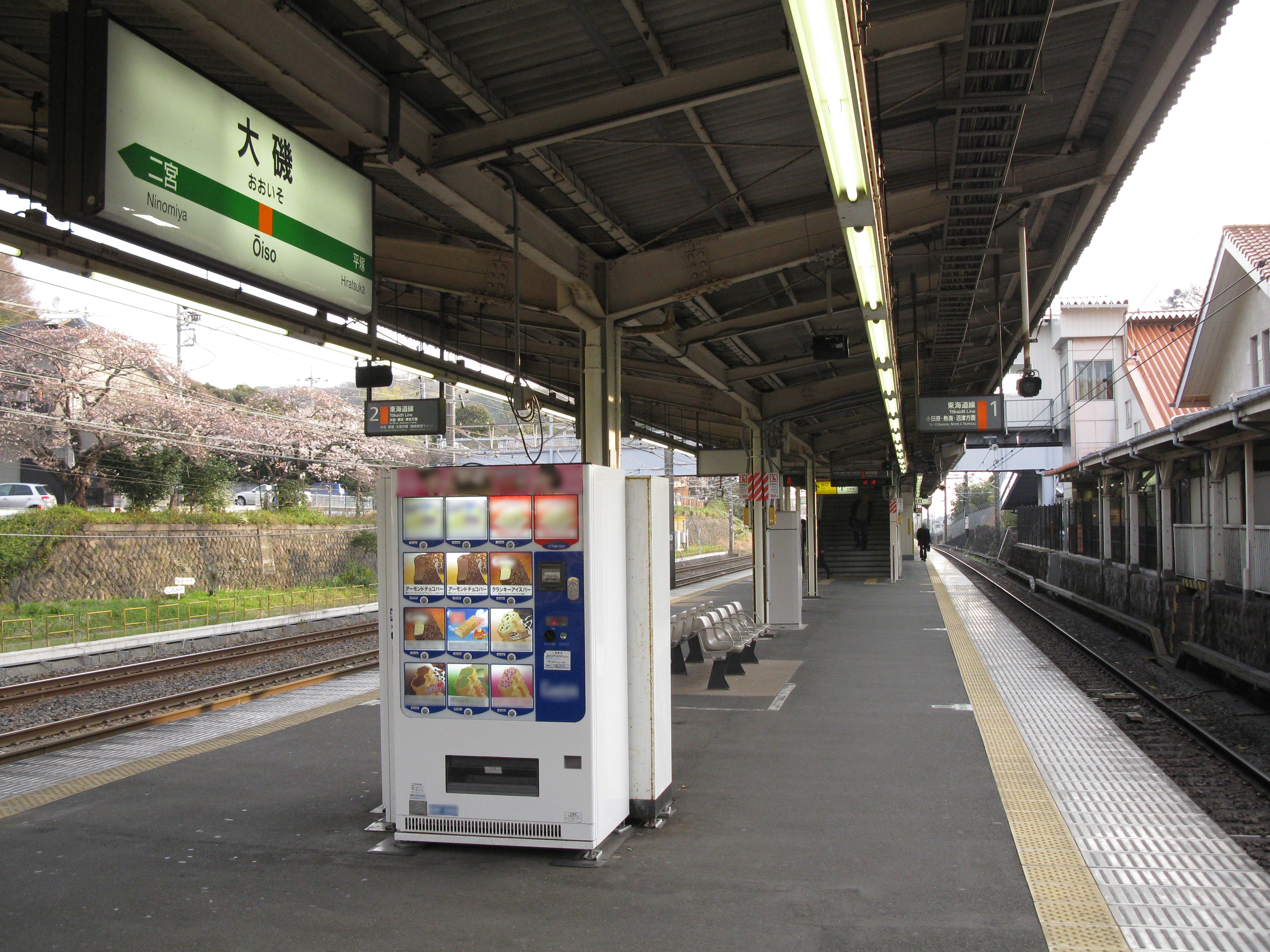
Vue du quai de la gare

  - voie 1 : direction Odawara et Atami
  - voie 2 : direction Yokohama, Shinagawa, Tokyo et Ōmiya
- Ligne Shōnan-Shinjuku :
  - voie 2 : direction Yokohama, Shinjuku et Ōmiya